# Sẻ hai đốm lưng xanh
Sẻ hai đốm lưng xanh, tên khoa học Mandingoa nitidula, là một loài chim trong họ Estrildidae.

## Phân loài
Loài này có 4 phân loài:
- Mandingoa nitidula chubbi
- Mandingoa nitidula nitidula
- Mandingoa nitidula schlegeli
- Mandingoa nitidula virginiae